# Bobby Henderson
(Bobby Henderson, Il libro sacro del Prodigioso Spaghetto Volante)
Bobby Henderson (Roseburg, 18 luglio 1980) è un attivista e fisico statunitense noto per essere il fondatore della religione Pastafariana.

## Biografia
Henderson è nato il 18 Luglio 1980 in Oregon, dove ha studiato fisica all'Oregon State University. All'età di 25 anni, ancora studente, divenne famoso per le vicende legate al pastafarianesimo.

## Pastafarianesimo
Nel 2005, Henderson ha fondato la religione del Pastafarianesimo in risposta alla decisione del Kansas State Board of Education di insegnare il disegno intelligente insieme all'evoluzione nelle scuole. Ha richiesto che il "Pastafarianesimo" fosse insegnato insieme al design intelligente e alla "congettura logica basata su prove osservabili schiaccianti". Dopo che la sua lettera di protesta al consiglio è stata ignorata, l'ha pubblicata online e le convinzioni hanno rapidamente guadagnato terreno.
Nel 2006, ha scritto Il libro sacro del Prodigioso Spaghetto Volante, un libro satirico che descrive in dettaglio le convinzioni fondamentali della religione.
Nel 2019 Henderson ha ribadito la sua convinzione che la religione dovrebbe essere tenuta fuori dalle scuole governative e il denaro tenuto fuori dalla religione. Ha sottolineato che, sebbene sia il fondatore del Pastafarianesimo, non è il creatore della religione, dato che il creatore è il prodigioso spaghetto volante.